# Air Berlin

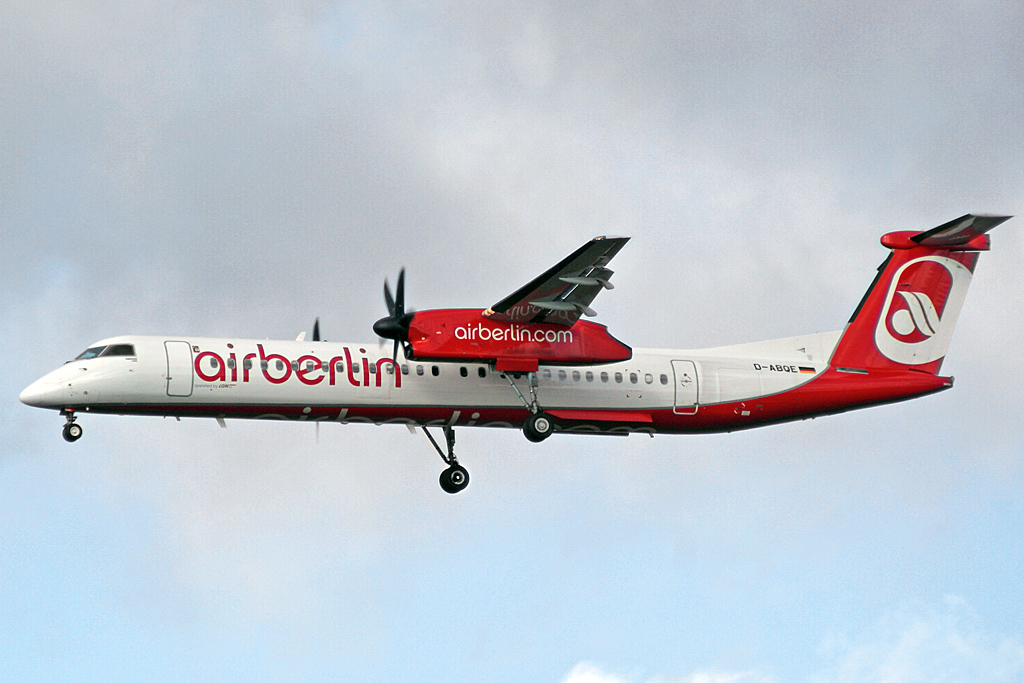
De Havilland Canada DHC-8-402Q Dash 8 w barwach Air Berlin

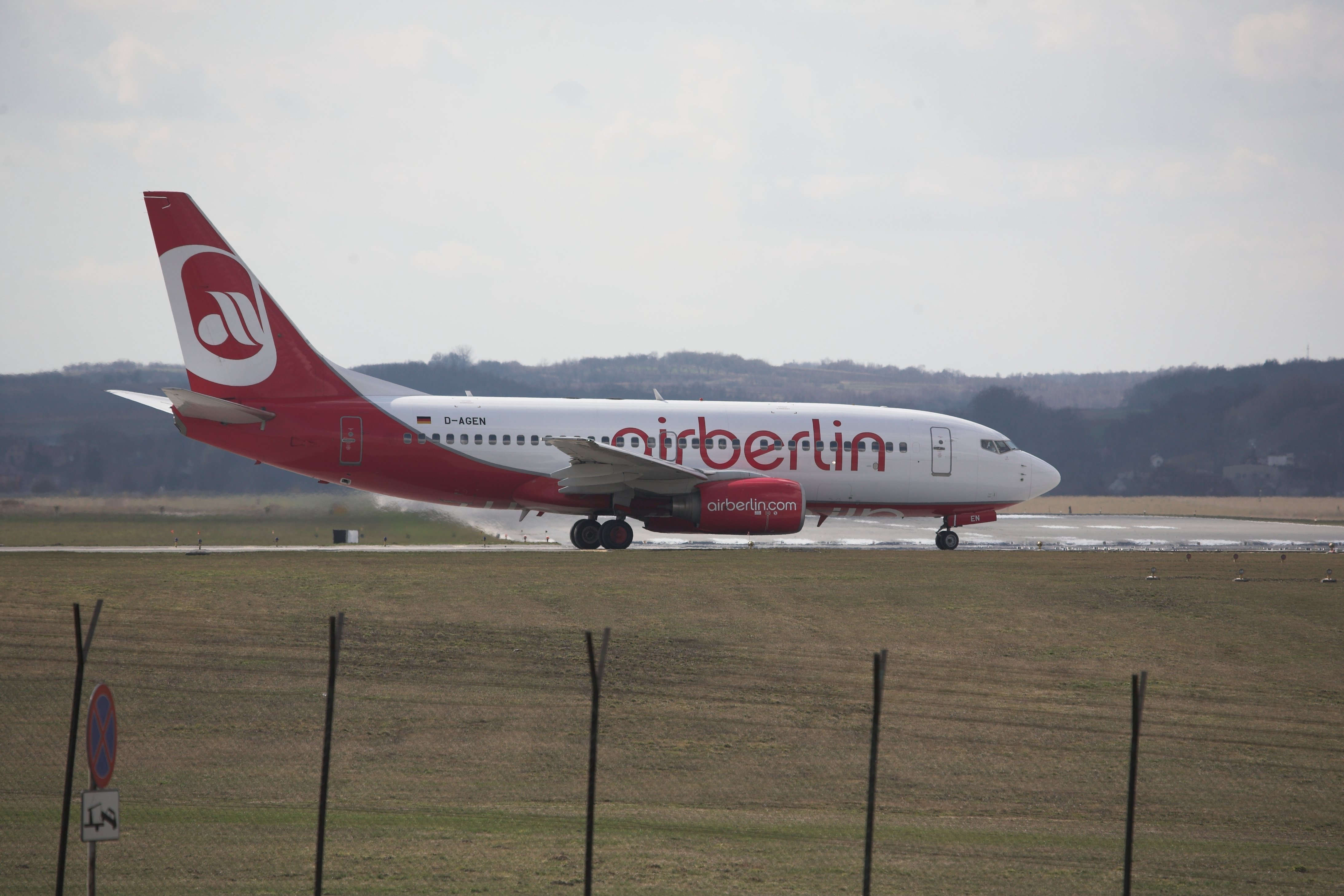
Boeing 737 na lotnisku w Balicach

Air Berlin – do 27 października 2017 była drugą co do wielkości linią lotniczą w Niemczech z siedzibą w Berlinie. Sieć linii obejmowała 163 kierunki w 39 krajach, 21 kierunków to lotniska w Niemczech. Hubami linii Air Berlin były lotniska w Berlinie Tegel, Düsseldorfie, Norymberdze i w Palma de Mallorca. Przedsiębiorstwo zatrudniało ponad 8900 pracowników. W roku 2010 Air Berlin przewiozła 33,6 miliona pasażerów.
Od sezonu zimowego 2008/2009 linia Air Berlin kooperowała z rosyjską linią S7 Airlines oraz z chińską Hainan Airlines na trasach do Moskwy i do Pekinu. Od 20 marca 2012 była członkiem sojuszu oneworld. Linia Air Berlin oferowała loty o wspólnych numerach – code share – z członkami sojuszu oneworld: American Airlines, British Airways, Finnair, Iberią i S7.

## Historia
- 1978 – Kim Lundgren założył Air Berlin Inc. w Oregonie, USA,
- 28 kwietnia 1979 – pierwszy lot z lotniska Berlin-Tegel do Palma de Mallorca,
- 1992 – Air Berlin startowała z lotnisk w Monachium, Norymberdze, Frankfurcie nad Menem i Münster/Osnabrück,
- 1996 – jako jedna z pierwszych linii lotniczych wprowadziła TCAS, system ostrzegający i ochraniający przed kolizjami,
- 2001 – jako pierwsza linia lotnicza wyposażyła swoje samoloty typu Boeing 737-800 w winglety,
- 2001 – w listopadzie, gdy przedsiębiorstwo odbierało samoloty typu Boeing 737-800, jeden z samolotów o numerze rejestracyjnym D-ABBC ustanowił rekord, lecąc bez międzylądowania z lotniska Seattle (BFI) do lotniska Berlin (TXL). Lot trwał 9 godzin i 10 minut a odległość wynosiła 8345 kilometrów,
- 2003 – 31 grudnia Air Berlin została ogłoszona drugą co do wielkości linią lotniczą w Niemczech,
- 2004 – Air Berlin przejęła 24% udziałów w austriackiej linii lotniczej Niki należącej do Niki Laudy.
- 2006 – Air Berlin przejęła całkowicie niemiecką linię DBA[1].
- 2007 – Air Berlin przejęła całkowicie linię LTU z Düsseldorfu, a także 49% udziałów w szwajcarskiej Belair. Powstała szkoła latania. Także w 2007 otwarto nowy Terminal C dla Air Berlin na lotnisku Berlin-Tegel,
- 2008 – wymiana samolotów Fokker 100 na nowoczesne Bombardier DHC-8 Q400. Jako jedyna linia w Europie wyposażyła swoje samoloty w GBAS (Ground Based Argumentation System) – system nawigacyjny umożliwiający dokładniejsze i bezpieczniejsze lądowanie. Przedsiębiorstwo wstępiło w spółki joint venture z liniami S7 Airlines i Hainan Airlines,
- 2009 – samoloty typu Boeing 737-700NG (i latająca nimi załoga) linii Air Berlin, jako pierwszej w Europie, zostają dopuszczone do kategorii IIIb w systemie ILS. Air Berlin wprowadza również, jako pierwsza linia w Europie, system bezpieczeństwa lotu SafeRoute.

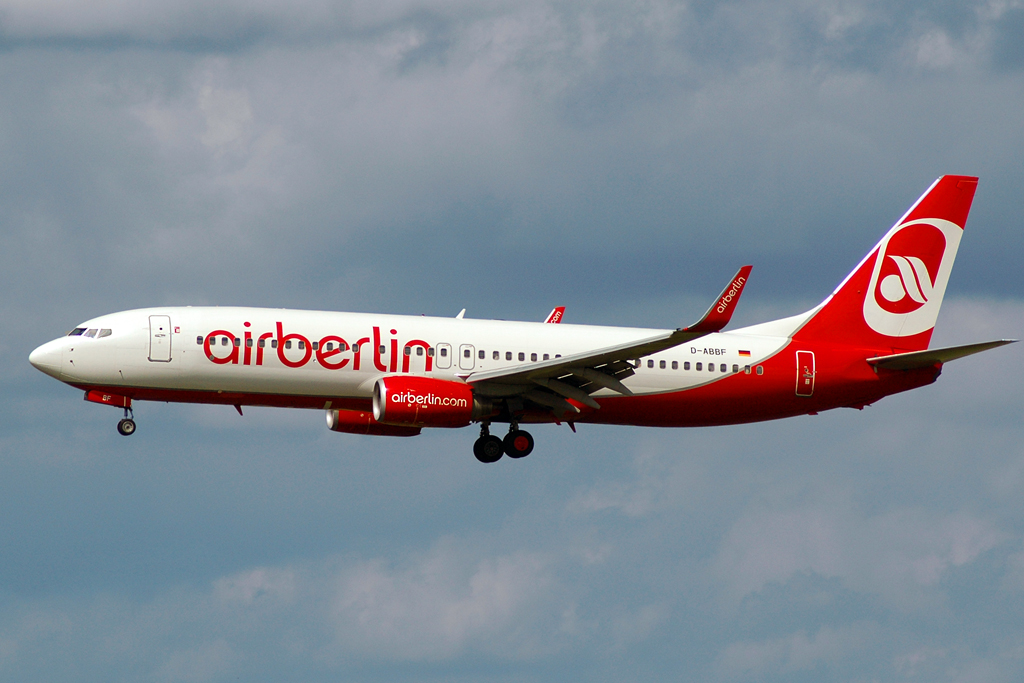
Boeing 737-800

- 2010 – podpisano deklarację przystąpienia do sojuszu lotniczego oneworld;
- 2012 – zakończono procedurę przystąpienia do oneworld;

### Upadłość
Przedsiębiorstwo od dłuższego czasu borykało się z problemami finansowymi. W 2012 roku przewoźnik zanotował ostatni raz dodatni wynik finansowy. Od tego roku linia zaczęła przynosić tylko straty, które w 2016 roku wyniosły 780 mln euro. Niemiecki rząd podjął decyzję o dofinansowaniu linii sumą 150 mln euro, co pozwoliło na utrzymanie połączeń w ramach obowiązującej siatki, ale nie uchroniło przewoźnika przed upadkiem. 
15 sierpnia 2017 roku linia lotnicza rozpoczęła procedurę upadłościową i wystąpiła o ochronę przed wierzycielami z powodu niewypłacalności. Stało się to po ogłoszeniu przez Etihad Airways, udziałowca Air Berlin posiadającego 29,2% jego akcji, decyzji o wstrzymaniu wsparcia finansowego dla niemieckiego przewoźnika. Sytuacji nie poprawił rozpoczęty 12 września 2017 roku strajk pilotów, który zmusił przewoźnika do odwołania 100 lotów z 750 planowanych na ten dzień. 15 października 2017 roku przedsiębiorstwo zakończyło loty na trasach międzykontynentalnych. Ostatni lot samolotu w barwach Air Berlin odbył się 27 października 2017 roku a dzień później, 28 października linie oficjalnie zakończyły działalność.
81 maszyn Air Berlin przejęła Lufthansa. Dodatkowo zatrudnienie u największego niemieckiego przewoźnika znalazło 3000 osób personelu Air Berlin. Wcześniej, Lufthansa przejęła 20 samolotów leasingowanych przez Eurowings od Air Berlin. Należąca do przewoźnika spółka serwisowa Air Berlin Technik została przejęta przez Zeitfracht, do której przeszło również 300 z 850 pracowników przedsiębiorstwa.

## Grupa Air Berlin
- linia lotnicza LTU z Düsseldorfu (w 100%),
- szwajcarska linia Belair (w 49%),
- austriacka linia lotnicza Niki (w 49,9%).

## Wskaźniki ekonomiczne
|                                 | 2003    | 2004    | 2005    | 2006    | 2007    | 2008    | 2009    | 2010    | 2011     | 2012    |
| ------------------------------- | ------- | ------- | ------- | ------- | ------- | ------- | ------- | ------- | -------- | ------- |
| Obroty [mln €]                  | 863,2   | 1.033,9 | 1.215,2 | 1.575,4 | 2.536,5 | 3.400,7 | 3.240,3 | 3.723,6 | 4.227.3  | 4,311.7 |
| Zysk [mln €]                    | 36,7    | −2,9    | −115,9  | 40,1(1) | 21,0    | -75,0   | -9,5    | -97,2   | -27,8(2) | 6,8     |
| Liczba pracowników              | 1.956   | 2.146   | 2.764   | 4.108   | 8.360   | 8.311   | 8.278   | 8.900   | 9.113    | 9.284   |
| Liczba pasażerów [tys.]         | 10.019? | 12.055? | 17.505  | 19.702  | 27.863  | 28.559  | 27.911  | 33.593  | 35.300   | 33.346  |
| Obłożenie miejsc siedzących [%] | 76,72?  | 79,52?  | 75,23   | 75,27   | 77,22   | 78,36   | 77,26   | 76,79   | 78.21    | 79.80   |
| Samoloty na koniec roku         | 46      | 47      | 79      | 117     | 124     | 125     | 152     | 169     | 170      | 155     |

(1) = skorygowane post factum przez Air Berlin.
(2) = skorygowane post factum przez Air Berlin na -4.94 mln €.

## Codesharing
- American Airlines (oneworld)
- Bangkok Airways
- British Airways (oneworld)
- Finnair (oneworld)
- Hainan Airlines
- Niki
- S7 Airlines (oneworld)
- Pegasus Airlines
- Iberia (oneworld)
- Etihad Airways

## Flota
Średnia wieku floty Air Berlin wynosiła 4,6 roku.